# سان امیدیو (کالیفرنیا)
سان امیدیو (به انگلیسی: San Emidio) یک منطقهٔ مسکونی در ایالات متحده آمریکا است که در شهرستان کرن، کالیفرنیا واقع شده‌است. سان امیدیو ۱۴۶ متر بالاتر از سطح دریا واقع شده‌است.